# 金叶细枝柃
金叶细枝柃（学名：Eurya loquaiana var. aureopunctata）为山茶科柃木属下的一个变种。

## 扩展阅读
- 維基物種上的相關：金叶细枝柃